# Tamia
Tamias · Suisse, Chipmunk
Pour les articles homonymes, voir Tamia (homonymie) et Chipmunk (homonymie).
Genre
Les Tamias (tamias), également désignées sous le nom de Suisse au Canada, ou encore sous l’anglicisme de Chipmunk, forment un genre de petits mammifères rongeurs de la famille des Sciuridae (écureuils vrais, marmottes...), présents essentiellement en Amérique du Nord. Une seule espèce est native d'Eurasie, le Tamia de Sibérie. Les tamias se différencient en plusieurs espèces souvent confondues entre elles à cause de leur ressemblance.

## Dénominations et Étymologies
Le terme « tamia », viendrai du grec ancien grec tamias, « économe, intendant », du fait que cet animal amasse généralement des provisions pour l’hiver.
Au Canada, l’animal est couramment désigné sous le nom de « suisse », ainsi que ses variantes, notamment celui de « petit suisse » (p’tit suisse) ou « suisse rayé » (désignant plus particulièrement l'espèce Tamias striatus). Le nom de « suisse » aurait été une dénomination utilisée en France pour désigner des animaux à rayures, qui aurait évoqué la tenue des gardes suisses du Vatican ou bien des mercenaires suisses qui ont servi la France du XVe siècle au XIXe siècle. Mais certains littéraires français affirment qu’il ne s’agit que d’un terme exclusivement canadien.
Notamment par l’intermédiaire de la culture populaire américaine, ils sont également connus sous le nom anglais de « chipmunk ». Le nom provient probablement du mot en ojibwé ajidamoo (ᐊᒋᑕᒨ)(ou possiblement ajidamoonh, la même forme dans le dialecte ottawa de l’ojibwé), qui signifie littéralement « celui qui descend les arbres la tête la première ».

## Taxonomie
Le genre Tamias était autrefois divisé en trois sous-genres regroupant l’ensemble des espèces de tamias : Tamias, qui comprend le Tamia rayé ainsi que d'autres espèces fossiles ; Eutamias, dont le Tamia de Sibérie (Eutamias sibiricus) est le seul représentant actuel ; et Neotamias, qui regroupe les 23 autres espèces, majoritairement occidentales.
Ces classifications sont subjectives, et la plupart des taxonomies du XXe siècle plaçaient les tamias dans un seul genre. Toutefois, des études basées sur l’ADN mitochondrial montrent que la divergence entre chacun des trois groupes de tamias est comparable au degré de dissimilarité génétique observé entre Marmota et Spermophilus,,,, si bien qu’ils sont aujourd’hui souvent considérés comme des genres distincts.

### Liste des espèces
(juin 2025).
Théoriquement, seul le tamia rayé devrait être désigné sous le genre Tamias, mais certains systèmes de classification comme MSW continuent à classer les espèces Eutamias et Neotamias dans ce genre : https://www.abatextermination.ca/le-tamia-raye/
| Sous-genre/genre | Nom commun, nom binominal et auteur                          | Image | Répartition géographique                                                |
| ---------------- | ------------------------------------------------------------ | ----- | ----------------------------------------------------------------------- |
| Tamias           | Tamias striatus Tamia rayé (Linnaeus, 1758)                  |       | Est de l'Amérique du Nord                                               |
| Eutamias         | Tamias sibiricus Tamia de Sibérie (Laxmann, 1769)            |       | Asie : Russie, Chine, Corée, Japon. Introduits en Europe.               |
| Neotamias        | Tamias minimus Tamia mineur (Bachman, 1839)                  |       | Amérique du Nord : des Rocheuses aux Grandes Plaines et au Canada       |
| Neotamias        | Tamias alpinus Tamia alpin (Merriam, 1893)                   |       | Sierra Nevada, Californie, USA                                          |
| Neotamias        | Tamias amoenus Tamia amène (Allen, 1890)                     |       | Nord-ouest des États-Unis et sud-ouest du Canada                        |
| Neotamias        | Tamias canipes Gray-footed Chipmunk (Bailey, 1902)           |       | Sud-est du Nouveau-Mexique et ouest du Texas, USA                       |
| Neotamias        | Tamias cinereicollis Tamia à cou gris (Allen, 1890)          |       | Centre et est de l'Arizona, centre et sud-ouest du Nouveau-Mexique, USA |
| Neotamias        | Tamias dorsalis Tamia des hauteurs (Baird, 1855)             |       | Sud-ouest des États-Unis et nord du Mexique                             |
| Neotamias        | Tamias merriami Tamia de Merriam (Allen, 1889)               |       | Centre et sud de la Californie, USA                                     |
| Neotamias        | Tamias obscurus Californian chipmunk (Allen, 1890)           |       | Sud de la Californie, USA, et nord de la Basse-Californie, Mexique      |
| Neotamias        | Tamias palmeri Tamia de Palmer (Merriam, 1897)               |       | Nevada, USA                                                             |
| Neotamias        | Tamias panamintinus Tamia de Panamint (Merriam, 1893)        |       | Californie et Nevada, USA                                               |
| Neotamias        | Tamias quadrimaculatus Tamia à longues oreilles (Gray, 1867) |       | Californie, USA                                                         |
| Neotamias        | Tamias quadrivittatus Colorado Chipmunk (Bailey, 1913)       |       | Colorado, USA                                                           |
| Neotamias        | Tamias ruficaudus Tamia à queue rousse (Allen, 1890)         |       | Nord-ouest des États-Unis et sud-ouest du Canada                        |
| Neotamias        | Tamias rufus Hopi Chipmunk (Bailey, 1902)                    |       | Arizona, USA                                                            |
| Neotamias        | Tamias senex Allen's Chipmunk (Allen, 1890)                  |       | Californie, USA                                                         |
| Neotamias        | Tamias siskiyou Siskiyou Chipmunk (Merriam, 1897)            |       | Oregon et Californie, USA                                               |
| Neotamias        | Tamias sonomae Tamia de Sonoma (Grinnell, 1915)              |       | Californie, USA                                                         |
| Neotamias        | Tamias speciosus Tamia charmant (Merriam, 1890)              |       | Californie, USA                                                         |
| Neotamias        | Tamias townsendii Tamia de Townsend (Bachman, 1839)          |       | Nord-ouest des États-Unis et sud-ouest du Canada                        |
| Neotamias        | Tamias umbrinus 'Tamia ombré (Allen, 1890)                   |       | Montagnes Rocheuses, USA                                                |

### Espèces fossiles
En plus du tamia rayé, certaines espèces fossiles originaires d’Eurasie ont été rattachées à ce genre (ne comprend pas les espèces classées dans les genres Eutamias et Neotamias) :
- †Tamias allobrogensis ; Mein et Ginsburg, 2002 – Miocène, France[9]
- †Tamias anatoliensis ; Bosma et al., 2013 – Miocène, Turquie[10]
- †Tamias atsali ; De Bruijn, 1995 – Pliocène, Grèce[11]
- †Tamias eviensis ; De Bruijn et al., 1980 – Miocène, Grèce[12]
- †Tamias urialis ; Munthe, 1980 – décrit du Miocène, Pakistan, pourrait être plus proche de Tamiops[13]

Une espèce fossile américaine, †Tamias aristus datant du Pléistocène supérieur, a également été identifiée.

## Espèces similaires
On peut confondre les tamias avec certains spermophiles rayés comme Spermophilus lateralis, les écureuils palmistes (Funambulus sp.) ou encore l'Écureuil de Barbarie (Atlantoxerus getulus). Mais ces derniers ont des rayures dorsales qui s'arrêtent à la nuque et sont plus gros.
Au Québec, les espèces similaires sont :
- Écureuil roux (Tamiasciurus hudsonicus) ;
- Écureuil gris (Sciurus carolinensis) ;
- Grand Polatouche (Glaucomys sabrinus) ;
- Petit Polatouche (Glaucomys volans).

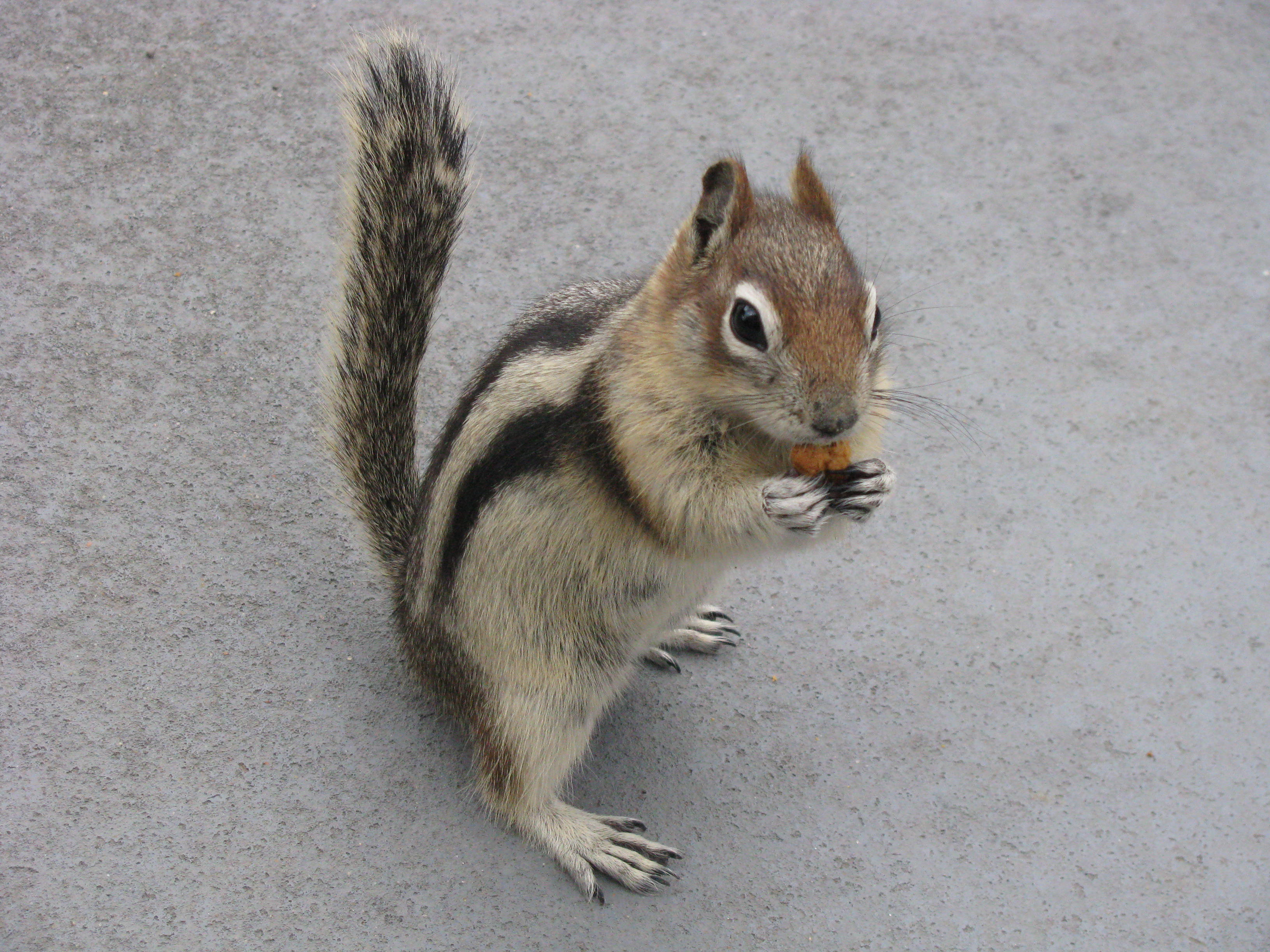
Écureuil terrestre doré (Callospermophilus lateralis)
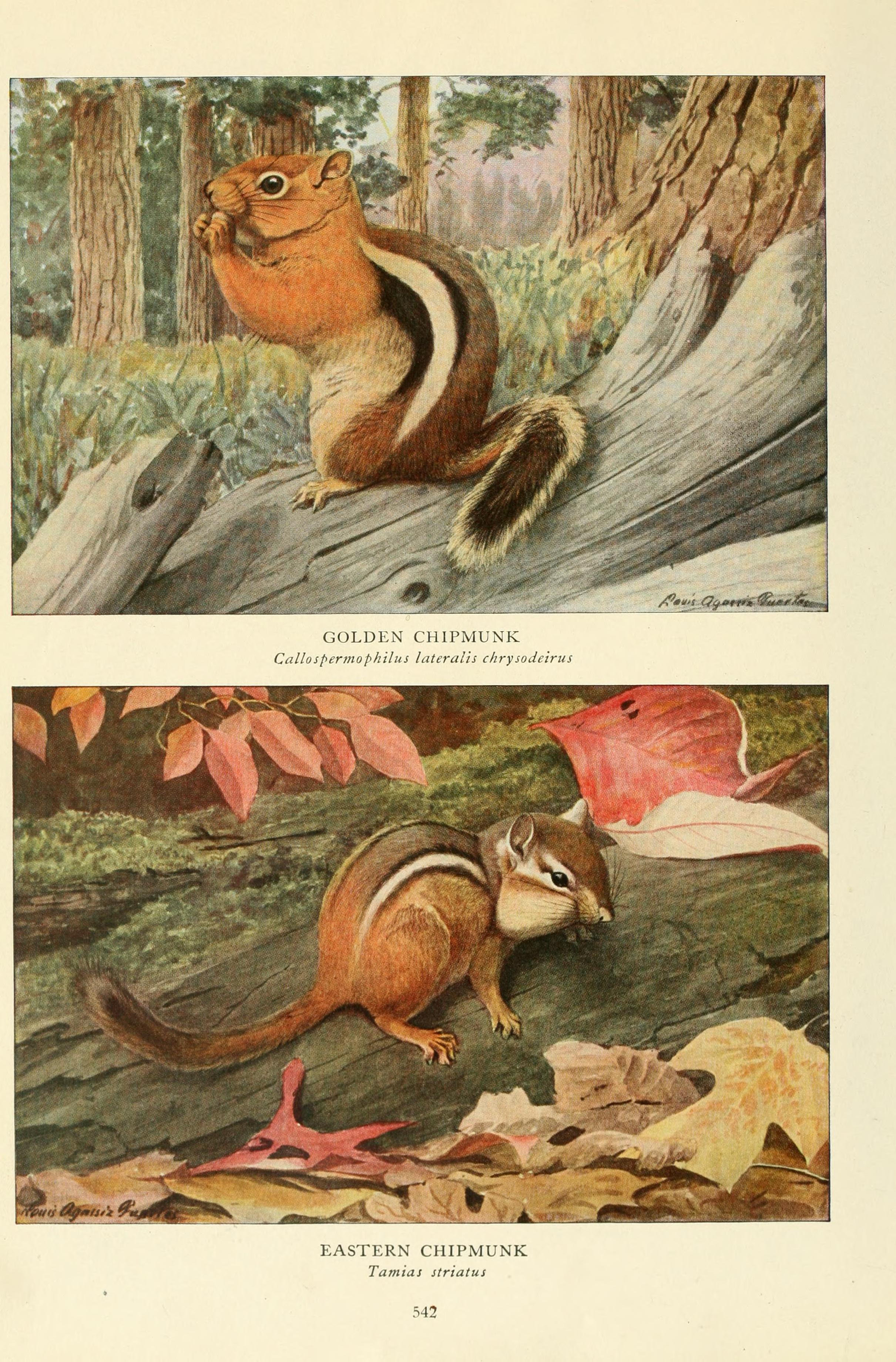
Comparaison entre l'Écureuil terrestre doré (en haut) et le tamia rayé (en bas)
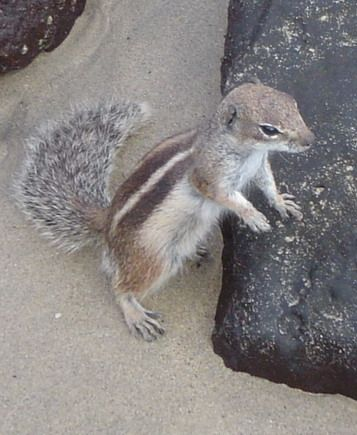
Écureuil de Barbarie (Atlantoxerus getulus)
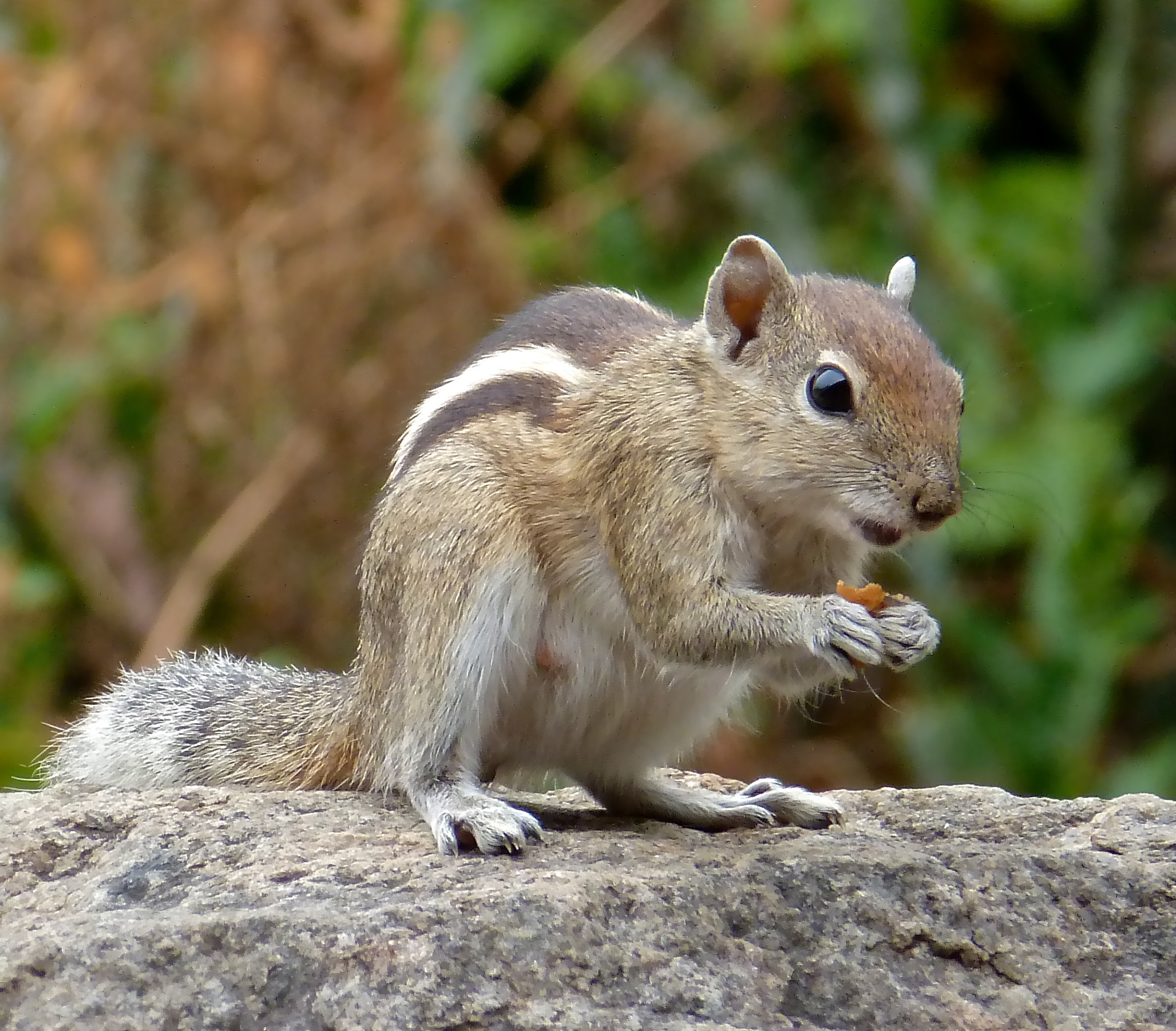
Écureuil palmiste (Funambulus sp.)

## Alimentation
Comme la plupart des écureuils, les tamias sont relativement omnivores, et notamment mycophages. L'animal tient sa nourriture dans ses pattes antérieures et la grignote avec adresse en utilisant ses incisives comme levier pour casser une graine ou un fruit sec. Il fréquente volontiers les mangeoires disposées pour les oiseaux. Les tamias possèdent des abajoues particulièrement extensibles dans lesquelles ils stockent provisoirement les graines afin de les transporter dans des cachettes.

## Rôle des tamias importés dans la propagation de la maladie de Lyme
La maladie de Lyme (ou borréliose de Lyme), maladie vectorielle causée par des bactéries du genre Borrelia, hébergées notamment par les rongeurs, est transmise à l'homme par la piqûre de tiques. La recrudescence des cas de maladie de Lyme ont conduit des chercheurs de l’Inra, du Muséum national d'histoire naturelle et de l’Institut Pasteur à étudier le rôle spécifique du tamia de Sibérie (Tamias sibiricus barberi) introduit dans les forêts d'Europe dans les années 1960, par marronnage des animaux de compagnie abandonnés par leur possesseur à proximité des grandes villes européennes. Ils ont étudié ce tamia acclimaté dans la forêt de Sénart, près de Paris. L'étude a démontré qu'il contribue de façon prédominante au risque de transmission de la maladie de Lyme pour l’homme, beaucoup plus que les rongeurs autochtones, en raison d’une prévalence d’infection élevée, mais aussi du fait qu’il héberge un plus grand nombre de tiques. Ces résultats démontrent que l’introduction d’une espèce exotique peut ne pas être anodine en matière de santé publique.
En conséquence, la détention de cette espèce est interdite dans l'Union Européenne depuis 2016.

## Les tamias dans la culture populaire
Dans le dessin animé de Disney, on trouve des tamias, ainsi que des ratons-laveurs, parmi les animaux qui aident Blanche-Neige dans la forêt, alors que le conte est censé évoquer l'Europe de la Renaissance.
- Les deux héros de dessin animé Walt Disney Tic et Tac sont des tamias anthropomorphes.

- Trois petits tamias sont mis en scène dans le groupe de musique fictif Alvin et les Chipmunks, popularisant la dénomination anglaise de « chimpunk » à l’international, notamment en français.

- Dans le film Il était une fois, Pip est un tamia.

- Dans la série Happy Tree Friends, Giggles est un tamia.

- Dans le jeu vidéo Red Dead Redemption 2, le tamia y est présent comme animal à chasser.

- Titana, un des nombreux Jewelpet qui est le partenaire de Nicola dans la deuxième saison de la saga, et représentant l'équilibre et la chance, est un petit tamia.